# Movimiento Nacionalsocialista de la Libertad
El Movimiento Nacionalsocialista de la Libertad (en alemán: Nationalsozialistische Freiheitsbewegung, NSFB) o Partido Nacionalsocialista de la Libertad (en alemán: Nationalsozialistische Freiheitspartei, NSFP) fue un partido político en la República de Weimar, creado en abril de 1924 durante las consecuencias del Putsch de Múnich. Adolf Hitler y muchos líderes nazis fueron encarcelados después del fallido intento de golpe y el Partido Nacional Socialista fue ilegalizado en lo que se conoció como el Tiempo de Lucha. Los nazis restantes formaron el NSFB como un medio legal para continuar con el partido y su ideología. Incluido en este partido estaba el Frontbann reformado y renombrado de manera similar, que era una alternativa legal a las SA.
Eugene Davidson señala que "la extrema derecha no podía estar de acuerdo en nada por mucho tiempo, ni siquiera sobre quién era el enemigo principal", y el diputado del Reichstag del NSFB, Reinhold Wulle, creía que los católicos eran un peligro mayor que los judíos. Wulle dijo en una reunión de partido en enero de 1925 que Hitler nunca más recuperaría su autoridad anterior. El mismo Hitler había renunciado a su liderazgo en el partido durante la duración de su encarcelamiento, diciéndole a las personas que venían a verlo que los motivos de su decisión eran que tenía un exceso de trabajo escribiendo un libro voluminoso. Los líderes del NSFB, Albrecht von Graefe y Erich Ludendorff, renunciaron al NSFB en febrero de 1925, poco más de un año después de su fundación.
El 27 de febrero de 1925, el NSDAP se reformó después de que la prohibición expirara en enero y Hitler fue puesto en libertad en diciembre de 1924. El NSFB fue reabsorbido en el NSDAP.

## Resultado en las elecciones
El NSFB formó una alianza electoral con el Deutschvölkische Freiheitspartei de Ludendorff. En algunos distritos, se llamó el Bloque Völkisch-nationaler o Volksbloc. En las elecciones bávaras de abril de 1924, el Volksbloc pudo elegir a 23 de los 129 diputados a la legislatura estatal.
En las elecciones de mayo de 1924, el NSFB ganó 32 escaños en el Reichstag. El eminente general de la Primera Guerra Mundial, Erich Ludendorff, y el exlíder de las SA, Ernst Röhm, y también Theodor Fritsch, Wilhelm Kube, Theodor Vahlen, Ernst Graf zu Reventlow, Albrecht von Graefe y Christian Mergenthaler se encuentran entre los candidatos ganadores. Sin embargo, en las elecciones de diciembre de 1924 el partido perdió 18 de estos escaños.

### Reichstagalemán
| Año de elecciones | Votos     | %        | Escaños obtenidos | +/– | Notas |
| ----------------- | --------- | -------- | ----------------- | --- | ----- |
| 1924              | 1.918.329 | 6,5 (6º) | 32/491            | 32  |       |
| 1924              | 907.242   | 3,0 (8º) | 14/491            | 18  |       |